# 紅林弘太郎
紅林 弘太郎（くればやし こうたろう、2002年2月7日 - ）は、静岡県藤枝市出身のプロ野球選手（内野手）。右投右打。オリックス・バファローズ所属。

## 経歴

### プロ入り前
小学校2年生の時に「青島ホークス」に入団して野球を始め、藤枝市立青島中学校では同校の軟式野球部に所属し、遊撃手を務めていた。駿河総合高校では1年春からベンチ入りし、1年夏には遊撃手のレギュラーの座をつかむ。3年春にU-18日本代表候補合宿へ参加し、紅白戦で奥川恭伸から二塁打を放ったことでプロからの注目を集めた。高校時代のチーム成績は3年夏の静岡大会準優勝が最高であったが、同大会では26打数7安打4打点と紅林自身は不調だった。甲子園出場経験はなし。
2019年10月17日に行われたドラフト会議では、オリックス・バファローズから2位指名を受け、11月12日に契約金6000万円、年俸720万円で仮契約を結んだ。背番号は24。担当スカウトは牧田勝吾。

### オリックス時代
2020年は新型コロナウイルスの影響で120試合制となる。新人ながらウエスタン・リーグ全86試合に出場し、打率.220・1本塁打・20打点を記録すると11月3日に一軍初昇格。同日の対東北楽天ゴールデンイーグルス戦に「8番・遊撃手」でプロ初出場初先発を果たすと第1打席で則本昂大からプロ初打席初安打を記録した。11月6日の対北海道日本ハムファイターズ戦では決勝の適時打を放って同期入団の宮城大弥のプロ初勝利を呼び込むなどルーキーイヤーは一軍で5試合に出場し、4安打2打点を記録。オフの契約更改では現状維持の推定年俸720万円で更改した。
2021年は開幕一軍入りし、3月26日の埼玉西武ライオンズとの開幕戦で球団初の「10代開幕遊撃スタメン」を果たした。28日の同カードではリード・ギャレットからプロ初本塁打を打った。常に打率が2割前半であったり、守備では開幕戦から失点に繋がる失策があったりと攻守に課題がありながら、好調なチームの遊撃手として起用され続け、9月9日の対千葉ロッテマリーンズ戦では一打サヨナラの場面で三直（捕球した三塁手からの直球）に倒れるも、翌9月10日の対西武戦ではチャンスでプロ初の三塁打を記録したことが象徴するように攻守で成長を見せ、打線の中軸を担っていた吉田正尚が故障で離脱すると3番打者に抜擢された。その後、吉田の復帰に伴い3番を外れたものの、3番を務めた9試合では打率.286（35打数10安打）・3本塁打・9打点・長打率.600を記録し、主砲離脱の穴を埋めた。10月5日の対日本ハム戦では球団史上初となる10代での2桁本塁打を達成。リーグ優勝に向けて負けられない試合となった同25日の最終戦では2安打2打点、守っては好守を連発し、勝利に大きく貢献した。レギュラーシーズンでは136試合の出場で打率.228・10本塁打・48打点という打撃成績に加え、6月までの71試合で11失策を記録していた守備も7月以降は65試合で6失策と安定し、優勝争いに貢献。10月27日にロッテが敗れたことでチームの25年ぶりリーグ優勝が決定した。ロッテとのCSファイナルステージでは3戦ノーヒットも好守でチームに貢献し、東京ヤクルトスワローズとの日本シリーズでは6試合で打率.318を記録し、ポストシーズンでも活躍した。契約更改では球団野手歴代3位タイのアップ率となる300%増（2160万円増）の推定年俸2880万円で更改した。
2022年は4月21日の対福岡ソフトバンクホークス戦（京セラドーム大阪）では2-2の同点で迎えた延長11回二死二塁の打席でリバン・モイネロから自身初のサヨナラ安打を記録したが、5月20日時点では打率.164と打撃不振で出場登録抹消（5月31日に復帰）。7月9日のロッテ戦でタイロン・ゲレーロの163km/hの直球が頭部に直撃した。2006年に川崎宗則がマーク・クルーンから死球を受けた際の160km/hを上回り、歴代最高球速での被死球となった。ヤクルトとの日本シリーズでは第1戦・第2戦連続して2安打を記録。前年と合わせて日本シリーズ通算11安打を放ち、球団名がオリックスとなった1989年以降ではイチロー、田口壮、小川博文が記録した通算10安打を上回って単独最多となり、第7戦までは日本シリーズ通算15安打を記録した。オフの12月8日には1320万円増の推定年俸4200万円で契約を更改した。
2023年は、オープン戦で野口智哉との競争に敗れ、開幕を二軍で迎えたが、4月18日に野口と入れ替わる形で出場選手登録され、同日の対楽天戦（京セラドーム）でシーズン初安打初打点を記録する。5月24日の対楽天戦（ほっともっとフィールド神戸）では1点を追う9回一死一塁の打席で松井裕樹から自身初のサヨナラ本塁打となる逆転サヨナラ2点本塁打を記録した。オリックスで21歳3か月でのサヨナラ本塁打は1962年の矢野清の21歳9か月を更新する球団最年少記録となった。6月15日に5月度の「月間スカパーサヨナラ賞」に選出された。7月4日終了時点で60試合に出場、打率.294、5本塁打、18打点を記録すると、翌5日に監督推薦により初めてオールスターゲームに選出。同月9日の対西武戦（京セラドーム大阪）では1点を追う3回一死一・二塁の打席で逆転2点適時三塁打を放ち、6月14日の対阪神タイガース戦（阪神甲子園球場）から続く18試合連続安打を記録した。同月20日のオールスターゲーム第2戦（MAZDA Zoom-Zoom スタジアム広島）では2回に九里亜蓮から、4回にトレバー・バウアーから、8回にニク・ターリーからそれぞれ安打を放ち、3安打と活躍した。シーズン通算では127試合に出場、打率.275、8本塁打、39打点の成績を残した。ロッテとのCSファイナルステージでは第1戦で決勝適時打を放つなど、3試合で打率.300（10打数3安打）、3打点を記録し、第4戦では左手首の違和感のため、欠場となったが、試合後にパーソル賞に選出。阪神との日本シリーズでは打率.400（20打数8安打）、1本塁打、3打点の成績でチームは敗退したものの、敢闘選手賞に選出された。11月に開催されたアジアプロ野球チャンピオンシップでは代表メンバーに選出されていたが、左手第4指手根中手関節炎のため出場を辞退した。シーズンの終了後にはパ・リーグの遊撃手部門でベストナインを初めて受賞。オフの12月10日には3000万円増の推定年俸7200万円で契約を更改した。
2024年は、開幕から打率1割台と不振に陥っていた4月11日の対楽天戦（京セラドーム大阪）で、同点の9回に西垣雅矢からサヨナラ適時打を放つ。同13日の対日本ハム戦（京セラドーム大阪）では、先発の宮城大弥が8回無失点で勝利を挙げたものの紅林は3失策してしまい、試合後に宮城に謝罪し、切り替えるために丸刈りに断髪した。宮城は「彼にもたくさん助けられていますし、そこはお互いさま。終わったことは気にしていないですし、マイナスになるのは良くない」とコメント。翌日の試合では2安打1四球で勝利に貢献するなど、打撃も復調を見せ、同24日の対西武戦（京セラドーム大阪）では、延長10回二死二・三塁の場面で打席が回り、本田圭佑からまたしてもサヨナラ適時打を決めた。2年連続選出されたオールスターゲームでは2戦目でヤクルトの大西広樹からオールスター初本塁打を放った。8月1日の日本ハム戦（エスコンフィールドHOKKAIDO）では、2回に相手がディレイド・スチールを仕掛けてきた際に二塁のベースカバーに入らず、3回の打席で代打を送られ懲罰交代を受ける場面もあったが、同15日の楽天戦（京セラドーム大阪）では9回無死満塁の場面で渡辺翔太からサヨナラ適時打を放ち、シーズン3度目のサヨナラを決めた。

## 選手としての特徴・人物

### 選手としての特徴
高校通算40本塁打で、長打力だけでなく広角に打てる打撃も持ち味。50メートル走は6秒2。守備の面では、肩の強さに加え打球に対する一歩目の速さと柔軟性が高く評価されており、高木豊も「日本球界を支えることができるショートになれる」と評価している。ドラフト指名時に、入団後は三塁手として育成する方針であったが、2020年は二軍で遊撃手70試合、三塁手13試合と主に遊撃手として起用された。
その遊撃手としての守備面では2023年のゴールデン・グラブ賞の遊撃手部門で、6年連続受賞の源田壮亮に1票差の2位と評価されている。
なお、理想の選手はミゲル・カブレラ。
2023年1月14日放送の『ジョブチューン』（TBSテレビ）に出演した際、番組内の企画で1分間のキャッチボールのギネス世界記録の更新に中野拓夢（阪神）とのペアで挑戦。アメリカのアマチュアペアが記録している55回のタイ記録を計測し、記録更新とはならなかったものの世界記録に認定された。

### 人物
愛称は「ベニー」。これは紅林の「紅」をもじって呼ばれるようになった。
プロ入り後の登場曲は、自身の父親がファンであり、高校時代は自身の応援歌に使用されていたX JAPANの「紅」を使用していた。2023年シーズン中から、宗佑磨のいたずらを切っ掛けに『Dr.スランプ アラレちゃん』の主題歌「ワイワイワールド」にしていた。
同期入団で同い年の宮城大弥とは非常に仲が良く、「ミヤクレ」と呼ばれることも多い。

## 詳細情報

### 年度別打撃成績
| 年 度     | 球 団      | 試 合 | 打 席 | 打 数 | 得 点 | 安 打 | 二 塁 打 | 三 塁 打 | 本 塁 打 | 塁 打 | 打 点 | 盗 塁 | 盗 塁 死 | 犠 打 | 犠 飛 | 四 球 | 敬 遠 | 死 球 | 三 振 | 併 殺 打 | 打 率 | 出 塁 率 | 長 打 率 | O P S |
| --------- | ---------- | ----- | ----- | ----- | ----- | ----- | -------- | -------- | -------- | ----- | ----- | ----- | -------- | ----- | ----- | ----- | ----- | ----- | ----- | -------- | ----- | -------- | -------- | ----- |
| 2020      | オリックス | 5     | 18    | 17    | 1     | 4     | 0        | 0        | 0        | 4     | 2     | 0     | 0        | 0     | 0     | 1     | 0     | 0     | 4     | 1        | .235  | .278     | .235     | .513  |
| 2021      | オリックス | 136   | 473   | 448   | 37    | 102   | 22       | 2        | 10       | 158   | 48    | 2     | 1        | 6     | 4     | 12    | 0     | 3     | 101   | 11       | .228  | .251     | .353     | .603  |
| 2022      | オリックス | 130   | 495   | 450   | 35    | 101   | 20       | 2        | 6        | 143   | 32    | 2     | 2        | 10    | 2     | 26    | 1     | 6     | 71    | 14       | .224  | .275     | .318     | .593  |
| 2023      | オリックス | 127   | 482   | 443   | 37    | 122   | 19       | 1        | 8        | 167   | 39    | 4     | 6        | 7     | 3     | 28    | 0     | 1     | 63    | 19       | .275  | .318     | .377     | .695  |
| 2024      | オリックス | 136   | 523   | 465   | 32    | 115   | 25       | 0        | 2        | 146   | 38    | 0     | 4        | 8     | 8     | 37    | 0     | 5     | 74    | 12       | .247  | .305     | .314     | .619  |
| 通算：5年 | 通算：5年  | 534   | 1991  | 1823  | 142   | 444   | 86       | 5        | 26       | 618   | 159   | 8     | 13       | 31    | 17    | 104   | 1     | 15    | 313   | 57       | .244  | .287     | .339     | .626  |

- 2024年度シーズン終了時

### 年度別守備成績
| 年 度 | 球 団      | 三塁  | 三塁  | 三塁  | 三塁  | 三塁  | 三塁     | 遊撃  | 遊撃  | 遊撃  | 遊撃  | 遊撃  | 遊撃     |
| 年 度 | 球 団      | 試 合 | 刺 殺 | 補 殺 | 失 策 | 併 殺 | 守 備 率 | 試 合 | 刺 殺 | 補 殺 | 失 策 | 併 殺 | 守 備 率 |
| ----- | ---------- | ----- | ----- | ----- | ----- | ----- | -------- | ----- | ----- | ----- | ----- | ----- | -------- |
| 2020  | オリックス | -     | -     | -     | -     | -     | -        | 5     | 4     | 12    | 0     | 1     | 1.000    |
| 2021  | オリックス | 17    | 8     | 24    | 3     | 3     | .914     | 115   | 152   | 317   | 14    | 70    | .971     |
| 2022  | オリックス | -     | -     | -     | -     | -     | -        | 129   | 192   | 311   | 11    | 72    | .979     |
| 2023  | オリックス | 2     | 0     | 0     | 0     | 0     | .000     | 127   | 200   | 320   | 6     | 62    | .989     |
| 2024  | オリックス | 1     | 0     | 1     | 0     | 0     | 1.000    | 136   | 214   | 373   | 6     | 74    | .990     |
| 通算  | 通算       | 20    | 8     | 25    | 3     | 3     | .917     | 512   | 762   | 1333  | 40    | 279   | .981     |

- 2024年度シーズン終了時
- 各年度の太字はリーグ最高

### 表彰
- ベストナイン：1回（遊撃手部門：2023年[50]）
- 日本シリーズ敢闘選手賞：1回（2023年[48]）
- クライマックスシリーズ パーソル賞：1回（2023年[46]）
- 月間サヨナラ賞：1回（2023年5月[40]）

### 記録
初記録
- 初出場・初先発出場：2020年11月3日、対東北楽天ゴールデンイーグルス22回戦（京セラドーム大阪）、「8番・遊撃手」で先発出場
- 初打席・初安打：同上、2回裏に則本昂大から中前安打
- 初打点：2020年11月4日、対東北楽天ゴールデンイーグルス23回戦（京セラドーム大阪）、2回裏に涌井秀章から左前適時打
- 初本塁打：2021年3月28日、対埼玉西武ライオンズ3回戦（メットライフドーム）、7回表にリード・ギャレットから左越ソロ
- 初盗塁：2021年6月1日、対阪神タイガース1回戦（阪神甲子園球場）、8回表に二盗（投手：馬場皐輔、捕手：梅野隆太郎）

その他の記録
- オールスターゲーム出場：2回（2023年、2024年）

### 背番号
- 24（2020年[6] - ）

### 代表歴
- 2023 アジア プロ野球チャンピオンシップ 日本代表 ※靭帯損傷のため、11月6日に辞退発表[70]
- 2024 WBSCプレミア12 日本代表